# Фриули
Фриули (на фриулски език: Friûl, на италиански: Friuli) е историческа област в Северна Италия, съставна част на региона Фриули-Венеция Джулия. Фриули и известен като страната Фурлан(д)ия, а фриулското му население е от реторомански произход, примесено с ладини. Основен град на областта е Удине, а други исторически центрове са Гориция и Порденоне.

## История
Регионът придобива политическа индетичност при лангобардите, които основават Фриулско херцогство.
Карл Велики установява на мястото на херцогството една буферна погранична Фриулска марка с цел защита собствеността на жителите на Фурлания от набезите на славяните от Крайна.
В края на XI век немската власт над Фурлания е отслабена, и по-голяма част от областта попада под властта на патриарха на Аквилея – Попо.
През следващите векове постепенно, с помощта на различни способи и средства (доброволно споразумение с благородници и градове във Фурлания, завоевания и др.), областта преминава във владение на Венецианската република.
От края на 18 век до началото на 19 век, Фурлания преминава по силата различни мирни договори (през 1797 г. – към Свещената Римска империя, през 1805 г. – към Италия, през 1809 г. – към Илирийските провинции на Наполеон, през 1814 г. – към Австрийската империя) към съседни държави, докато в резултат на австро-пруско-италианската война от 1866 г. не е окончателно присъединена към Кралство Италия.